# Ruhrbahn HF1
Die HF1 (kurz für Hochflurfahrzeug der 1. Generation) der Ruhrbahn sind zweiteilige Schienenfahrzeuge des spanischen Herstellers Construcciones y Auxiliar de Ferrocarriles für das normalspurige Netz der Stadtbahn Essen.

## Aufbau und Ausstattung
Der Triebwagen HF1 basiert auf den in Essen und Mülheim eingesetzten B-Wagen, deren Fahrzeugkonzept zur Erleichterung der Instandhaltung weitestgehend übernommen wurde. Das normalspurige Zweirichtungsfahrzeug mit einer Länge von 28 Metern und einer Breite von 2,65 Metern hat vier Türen pro Fahrzeugseite, sowie jeweils eine Tür für die Fahrerkabinen in Fahrtrichtung rechts und 62 Sitzplätze. Das Fahrzeug verfügt über das bildbasierte Fahrerassistenzsystem zur Hinderniserkennung Obstacle Detection Assistance System (ODAS), das mögliche Kollisionen mit Fußgängern, Radfahrern oder anderen Fahrzeugen erkennen, im Gefahrenfall einen Alarm an den Fahrer senden und eine Bremsung einleiten kann. Die Außenspiegel wurden durch Außenkameras ersetzt. Neu im Innenraum: die Türen wurden mit optischen und akustischen Signalen sowie durchgängigen Lichtgittern versehen und für die Fahrgäste USB-Ladebuchsen verbaut. Das Fahrzeug verfügt innen ebenfalls wie bei den neuen Straßenbahnfahrzeugen über digitale Haltestelleninformationen. Es gibt außerdem ein neues Haltestellensystem an den Seiten im Innenraum, das alle Haltestellen einer Linie anzeigt und markiert, welche Haltestellen bereits befahren wurden. Es gibt außerdem an den Türen weitere Anzeigen, an denen tagesaktuelle Meldungen der Ruhrbahn angezeigt werden können. Das Licht an der Decke ist in Leisten an den oberen Seiten versteckt. Es ist dezenter und verbraucht weniger Strom als gewöhnlich.
Die HF1 entsprechen für die Stadtbahn Bonn bestellten Fahrzeugen.

## Geschichte
Die Ruhrbahn startete am 15. Mai 2019 die Ausschreibung für die Fahrzeuge. Gewinner der Ausschreibung waren zunächst HeiterBlick und Kiepe mit dem Typ Vamos HF in einer Variante ähnlich derjenigen für die Stadtbahn Dortmund. Als Construcciones y Auxiliar de Ferrocarriles (CAF) Rechtsmittel dagegen einlegte, sprach die Vergabekammer diesem Unternehmen den Auftrag zu. Den beim Oberlandesgericht Düsseldorf eingelegten Einspruch gegen diese Entscheidung zogen HeiterBlick und Kiepe ohne Angabe von Gründen jedoch zurück, so dass der Zuschlag an CAF erteilt und am 17. Juni 2021 der Kaufvertrag über 51 Fahrzeuge für rund 150 Millionen Euro unterzeichnet wurde. Dabei sollten Testfahrten der ersten beiden Vorserienfahrzeuge durch Essen und Mülheim an der Ruhr in der ersten Jahreshälfte 2024 beginnen.
16 der 51 Fahrzeuge waren zunächst mit nur einem vollwertigen Führerstand beauftragt worden, also als Unechte Zweirichtungswagen zum Einsatz nur in Doppeltraktion. Aus Gründen der Flexibilität wurde später jedoch entschieden, alle Fahrzeuge als normale Zweirichtungswagen bauen zu lassen.
Die Fertigung übernahm das Werk in Saragossa. Das erste Vorserienfahrzeug kam am 1. Juli 2024 in der Schienenfahrzeug-Hauptwerkstatt der Ruhrbahn an, das zweite im selben Monat. Der Beginn der Auslieferung der Serienfahrzeuge wurde für Anfang 2025 angekündigt, um die zwischen 30 und 45 Jahre alten P86/P89 und B-Wagen bis zum Jahr 2026 komplett zu ersetzen.

## Fahrzeugliste
| Nummer | Auslieferung  | Bemerkungen               |
| ------ | ------------- | ------------------------- |
| 5303   | 1. Juli 2024  | erstes Vorserienfahrzeug  |
| 5304   | 31. Juli 2024 | zweites Vorserienfahrzeug |